# بروتين أرجينين فوسفاتيز
بكتيريا
بروتين Arginine Phosphatase (PAPs) ، المعروف أيضًا باسم Phosphoarginine Phosphatase ، هو إنزيم يحفز نزع الفسفرة من بقايا الفوسفورجينين في البروتينات.  إن فوسفاتازات البروتين (PPs) هي "متغايرات إجبارية  " تتكون من وحدتين فرعيتين تحفيزيتين كحد أقصى متصلتين بوحدة فرعية غير حفزية. تعديل الأرجينين هو تعديل البروتين بعد الترجمة في البكتيريا موجبة الجرام . تم تحديد McsB و YwIE مؤخرًا على أنهما إنزيمات فسفرة في Bacillus Subtilis (B.Subtilis).  كان يُعتقد أن YwIE عبارة عن بروتين-تيروزين-فوسفاتيز، و McsB التيروزين-كيناز،  ولكن في عام 2012 Elsholz et al.  أظهر أن McsB عبارة عن بروتين-أرجينين-كيناز (PAK) وأن YwlE عبارة عن فوسفاتيز-أرجينين-فوسفاتيز (PAP).
تعتمد العديد من البروتينات على نشاط فوسفاتيز البروتين لتنظيم استقرارها وتفاعلها مع البروتينات الأخرى.  تعديل الأرجينين هو تعديل البروتين بعد الترجمة في البكتيريا موجبة الغرام، وتنظم فسفرة بروتين أرجينين عوامل النسخ ، بالإضافة إلى وضع علامات على البروتينات المارقة للتحلل في البكتيريا موجبة الجرام.  مثل الفسفرة، فإن نزع الفسفرة هو حدث قابل للعكس بعد الترجمة. يمكن عكسه من خلال عمل الكينازات (الإنزيمات التي تضيف مجموعة فوسفات إلى بروتين عبر الفسفرة)، وهذا النشاط المضاد للفسفرة ونزع الفسفرة للبروتينات يتحكم في جميع جوانب الحياة بدائية النواة وحقيقية النواة.  بشكل عام، تلعب فوسفاتازات البروتين دورًا مهمًا في تنظيم إشارات الخلايا في كل من حقيقيات النوى وبدائيات النوى . إنها تعمل عن طريق إزالة مجموعة الفوسفات من البروتينات، ونشاطها يبطل نشاط كينازات البروتين. 

## وظيفة
(YwIE) هو عضو في البروتين منخفض الوزن الجزيئي التيروزين الفوسفاتيز (لمو-بتب). إنه عنق الرحم النشط الوحيد الموجود في ب B.subtilis الرقيقة، ولا يظهر أي نشاط تقريبا ضد بروتين سيرين,و بروتين التيروزين، وببتيدات ثرونين البروتين. أيضا، واثبت ايضا أنه يلعب دورا في مقاومة ب سوبتيليس للإجهاد. إلشولز وآخرون (2012) ، حيث ذكرت في ورقتهم أن بروتين أرجينين الفسفرة من المحتمل أن يلعب دورا فسيولوجيا وتنظيميا حاسما في البكتيريا. وأظهروا أن فسفرة أرجينين البروتين تشارك في تنظيم التوازن، وتشكيل الاغشية الخلوية، والحركة، والكفاءة، والإجهاد، والاستجابات الصارمة من خلال تنظيم التنظيم الجيني ونشاط البروتين في العصوية الرقيقة. أشارت نتائجهم إلى أن العمل المشترك لبروتين أرجينين الفوسفاتيز والكيناز يسمح بالتنظيم السريع والقابل للعكس لنشاط البروتين. أيضا، أن البروتين أرجينين-فوسفاتيز عكس تأثير البروتين أرجينين كينازات (باكس) في الكائنات الحية. في ب. سوبتيليس، يوي، باب، يصد عمل مسب، بروتين أرجينين كيناز (باك). مسب فسفوريلات بقايا أرجينين في مجنح الحلزون بدوره الحلزون المجال من كتسر 4، ومنعها من الارتباط إلى الحمض النووي، والسماح للتعبير عن الجينات المكبوتة. ومع ذلك، يوي قادر على استعادة القدرة على ربط الحمض النووي للقمع كتسر، استجابة الإجهاد والحرارة صدمة منظم في ب.سوبتيليس، عن طريق عكس الفسفرة بوساطة مسب 4. وهو يحقق ذلك عن طريق إزالة الفسفرة من بروتين كتسر. بالإضافة إلى ذلك، مسب و يوي قادرة على التفريق بين فوسفوارجينين وغيرها من بقايا الأحماض الأمينية

### المعروف عن الأشخاص المتأثرين بالمشروع
اعتبارًا من عام 2020 ، يعد YwIE هو PAP النشط الوحيد المعروف في B.Subtilis، على الرغم من أن Fuhrmann et al. (2013).  حدد متماثل YwIE في ذبابة الفاكهة، لكن دوره في النوع لا يزال غير معروف. في المقابل، سوزوكي وآخرون. (2013) حدد وجود McsB في أكثر من 150 نوعًا من البكتيريا 

## آلية
الآلية الجزيئية المحددة لعمل بروتين ywIE غير معروفة حاليًا.  ومع ذلك ، يُعتقد أن YwIE تقوم بإزالة الفوسفوريلات من بقايا الفوسفورجينين باستخدام عملية منسقة من خطوتين عبر تفاعلات SN2 .  تتضمن الخطوة 1 هجومًا محبًا للنواة من Cys7 على ذرة الفوسفور لمجموعة الفوسفوريك.  ثم يتم تشكيل وسيط ثيوفوسفات . في الخطوة الثانية، يتم تحلل وسيط إنزيم الفسفرة بعد نزع بروتون جزيء الماء بواسطة Asp118.  فورمان وآخرون.  (2016) يعتقد أن Asp118 يحتمل أن يعزز التفاعل من خلال تثبيت الشحنة الموجبة للمجموعة الأمينية عبر التفاعل الكهروستاتيكي.

## تاريخ

### 2005: تم تصنيف YwIE على أنه فوسفاتيز التيروزين وتم تحديد McsB على أنه التيروزين كيناز
في عام 2005 ، Suskiewicz et al.  صنف إنزيم YwIE على أنه فوسفاتيز التيروزين. وكيرستين وآخرون.  (2005) وجد أن McsB عبارة عن كيناز تيروزين يحتاج إلى تنشيط McsA. وجدوا أيضًا أن تفاعل McsA و McsB مع CtsR ينتج عنه تكوين مركب ثلاثي البروتينات يوقف ارتباط CtsR بالحمض النووي المستهدف ويؤدي إلى فسفرة لاحقة لـ McsB و McsA و CtsR.

### 2009: تم تحديد McsB بشكل لا لبس فيه على أنه بروتين أرجينين كيناز
في دراستهم ، Fuhrmann et al.  (2009)، أجرى تحليلًا كيميائيًا حيويًا وتركيبيًا لاستجابة إجهاد CtsR / McsB لمنظمي النسخ البكتيري. يقوموا بالفرز لتوضيح وتحديد الوظيفة الدقيقة لـ CtsR و McsB في استجابة الإجهاد البكتيري. لذلك، قاموا بفحص البروتينات من مختلف البكتيريا سالبة الغرام لإنتاج المؤتلف ونجحوا في إعادة تكوين نظام Bacillus stearothermophilus CtsR / McsB في المختبر. بعد ذلك، حددوا McsB على أنه بروتين كيناز يستهدف الأرجينين.

### 2012: تم تحديد YwlE كبروتين فوسفاتيز أرجينين (PAP) في الجسم الحي وتم تحديد McsB على أنه بروتين أرجينين كيناز (PAK)
Elsholz et al.  (2012) ، أظهر أن McsB و YwlE عبارة عن بروتين أرجينين كيناز وفوسفاتاز، بدلاً من التيروزين كيناز والفوسفاتيز لأنهم لاحظوا فقط اكتشاف يعتمد على McsB / YwlE لبروتين الأرجينين فسفرة أو نزع الفسفرة في الجسم الحي. على وجه التحديد ، اقترحوا أن YwIE تعمل بمثابة PAP في الجسم الحي.
كان يُعتقد أن McsB و YwlE من كينازات التيروزين والفوسفاتازات.  ومع ذلك، في عام 2012، Elsholz et al.  اكتشف 121 موقع فسفرة أرجينين في 87 بروتينًا في حي Bacillus Subtilis (B.subtillis)، وهي بكتيريا موجبة الجرام موجودة في التربة والجهاز الهضمي البشري. قادتهم ملاحظاتهم إلى الاعتقاد بأن فسفرة أرجينين البروتين موجودة في الجسم الحي كتعديل لاحق للترجمة في البكتيريا. تم توزيع بروتينات الأرجينين-فسفرة التي تم اكتشافها بين "فئات فسيولوجية متميزة من البروتينات" مثل المنظمات ، والإنزيمات الأيضية، والإجهاد، والبروتينات الريبوزومية. تشير هذه النتيجة إلى أن YwlE يعمل كبروتين فوسفاتيز أرجينين الذي يزيل بوضوح فوسفوريلات بقايا الأرجينين في المختبر وفي الجسم الحي 
ثانيًا ، Elsholz et al.  (2012) كانت قادرة فقط على اكتشاف فسفرة بروتين أرجينين في جين متحور YwIE وليس سلالة من النوع البري. ولكن تم اكتشاف فوسفوريلات البروتين على سيرين أو ثريونين أو التيروزين في كل من السلالة البرية وسلالة متحولة YwIE بكميات متساوية. لذلك، اعتقدوا أن YwIE قد يعمل فقط كبروتين فوسفاتيز أرجينين. أي أن الكشف عن فسفرة أرجينين البروتين يعتمد على وجود YwIE. لقد أكدوا هذه الفرضية بعد فشلهم في الكشف عن فسفرة أرجينين البروتين بعد (1) تحليل مستخلص متحور تمت معالجته في المختبر ببروتين YwIE المنقى قبل إجراء التحليل الطيفي الشامل ؛ و (2) الإفراط في التعبير عن YwIE في عبر في متحولة YwIE داخل الجسم الحي . اقترح التفاعل الوثيق لبروتينات الأرجينين المفسفرة مع YwIE أن استقرار التعديلات قد تأثر بالفعل ببروتين YwIE.